# Square Up
Square Up (estilizado em letras maiúsculas) é o primeiro extended play coreano (segundo em geral) do grupo feminino sul-coreano Blackpink. Foi lançado em 15 de junho de 2018 pela YG Entertainment. Está disponível em duas versões e contém 4 faixas, com "Ddu-Du Ddu-Du" como o seu single principal. Após o seu lançamento, Square Up estreou no topo da Gaon Albums Chart e vendeu quase 179.000 cópias em seus primeiros quinze dias de lançamento na Coreia do Sul. O EP também estreou no número 40 na Billboard 200 dos EUA, tornando-se o segundo álbum mais vendido do Blackpink no mercado ocidental, bem como a segunda parada mais alta até agora por um grupo feminino de K-pop.

## Antecedentes e lançamento
Em 24 de abril de 2018, o CEO da YG Entertainment, Yang Hyun-suk elevou as expectativas do retorno do grupo via SNS, afirmando que até o final deste ano, Blackpink retornará com novas músicas em breve. E em 17 de maio, ele revelou o mês de junho para o lançamento, enquanto respondia perguntas de fãs em SNS. Em 25 de maio, ele confirmou a data de 15 de junho, que é quase um ano após o último single do grupo, "As If It's Your Last", em 22 de junho de 2017, e revelou que o álbum seria um EP.
Em 1 de junho, o pôster móvel do álbum foi revelado, seguido pela lista de faixas em 5 de junho e o pôster móvel individual das integrantes simultaneamente, com a prévia de áudio de "Ddu-Du Ddu-Du" e "Forever Young". Posteriormente, de 12 de junho a 14 de junho foram lançados pôsteres de prévia do álbum.
Em 14 de junho, uma prévia do videoclipe de "Ddu-Du Ddu-Du" foi lançado no canal oficial do Blackpink no YouTube e no canal oficial do grupo no V Live. Em 15 de junho, o mini-álbum foi lançado, juntamente com o videoclipe de "Ddu-Du Ddu-Du".

## Promoção

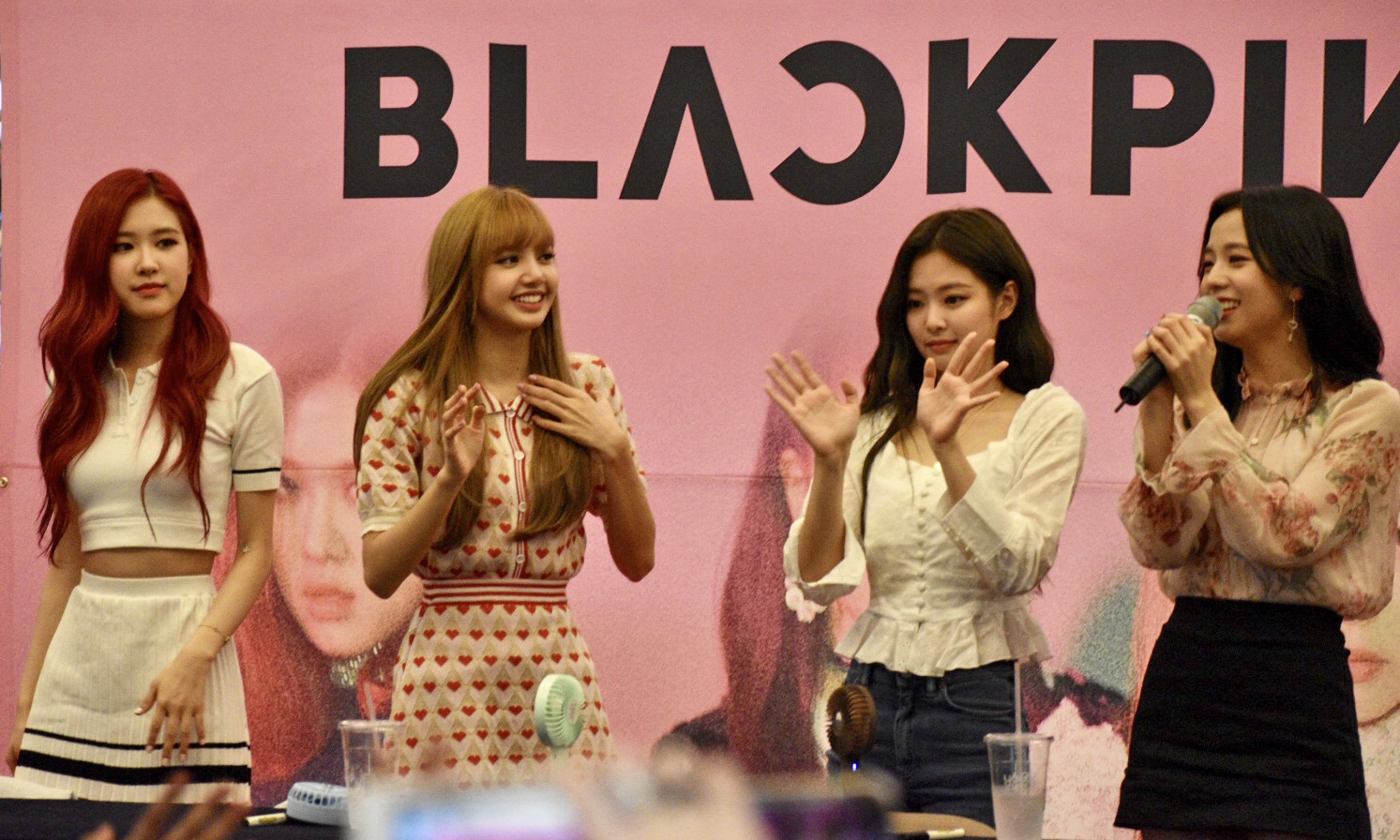
Blackpink em um evento de autógrafos para "Square Up" em Bundang, em 24 de junho de 2018

Na tarde de 15 de junho, Blackpink realizou uma conferência de imprensa para o lançamento de "Square Up" no M-CUBE, Sinsa-dong, Seul. No mesmo dia, uma hora antes do lançamento do mini-álbum, um show especial de contagem regressiva foi transmitido no site de transmissão V Live do Naver, com o Blackpink discutindo a nova música. Ele recebeu mais de 850.000 espectadores. Em 16 de junho, "Blackpink Area", uma loja pop-up de Square Up, foi divulgada aos fãs, no mesmo local em que o Blackpink House foi filmado, por 9 dias. Em 23 de junho, o grupo apareceu como convidadas no Idol Room da JTBC para promover o EP, fazendo sua estreia no show.
Blackpink realizou seu retorno no Show! Music Core da MBC em 16 de junho e no Inkigayo da SBS em 17 de junho com apresentações do single principal "Ddu-Du Ddu-Du" e do segundo single "Forever Young", e continuou a promover em vários programas musicais na Coreia. Em 14 de julho, o grupo terminou as promoções para "Ddu-Du Ddu-Du" e começou a promover "Forever Young" como o segundo single do EP e encerrou sua promoção de sete semanas em 5 de agosto, depois de se apresentar no Inkigayo.
Em 17 de agosto, foi anunciado que semelhante à "Blackpink Area", outra loja pop-up na BOK Gallery, Rua Takeshita em Harajuku, Japão, iria se tornar pública de 22 a 26 de agosto.

## Desempenho comercial
O mini-álbum estreou no topo da parada Weekly Digital Albums da Oricon no Japão, com 3.915 downloads. O single principal "Ddu-Du Ddu-Du" estreou como o Hot 100 mais bem sucedido de todos os tempos por um ato feminino de K-pop, abrindo o número 55 com 12,4 milhões de streams nos EUA e 7.000 downloads vendidos na semana de rastreamento que termina em 21 de junho de 2018, de acordo com a Nielsen Music, também entrou na Streaming Songs dos EUA no número 39, onde Blackpink se tornou o primeiro grupo feminino de K-pop a traçar um título. O single também ficou no topo da Billboard World Digital Songs, tornando-se a quarta música número um do grupo na parada. Square Up também trouxe ao grupo sua primeira participação na Billboard 200 dos EUA, estreando no número 40 com 14.000 unidades equivalentes ao álbum. O mini-álbum também liderou a parada Billboard World Albums.
Na Coreia do Sul, o mini-álbum estreou no número um na Gaon Albums Chart. Enquanto “Ddu-Du Ddu-Du” estreou no número 3 na Gaon Digital Chart e no número um na Gaon Download Chart na edição de paradas de 10 a 16 de junho de 2018 com 31.072.049 pontos digitais. Na segunda semana, "Ddu-Du Ddu-Du" alcançou o número um na Digital, Download, Streaming e Mobile Charts na Gaon, com 85.411.467 pontos digitais.
Em 23 de maio de 2019, as músicas do EP foram transmitidas mais de 220.000.000 de vezes nos Estados Unidos, o equivalente a 150.000 unidades equivalente ao álbum. O total de vendas mundiais do EP, tanto de vendas puras quanto de unidades equivalentes ao álbum, é estimado em quase 620.000.
A Billboard listou o Square Up como o vigésimo melhor álbum de K-pop de 2018, descrevendo-o como "um testemunho de sua dedicação ao agitado, dance music indescritível e hip-hop", que "[exalava] confiança, ousadia e um sentimento irresistível de elegância". A Refinery29 colocou Square Up no número 8 em seus melhores álbuns de K-pop de 2018, dizendo que "brilha com a ousadia de Blackpink e a arrogância sem esforço, momentaneamente saciando os fãs que estão esperando por mais".

## Lista de faixas
| Square Up – Versão padrão |                            |                   |                           |                           |         |  |
| N.º                       | Título                     | Letras            | Música                    | Arranjo                   | Duração |  |
| 1.                        | "Ddu-Du Ddu-Du" (뚜두뚜두) | Teddy             | Teddy 24 R.Tee Bekuh Boom | Teddy 24 R.Tee            | 3:29    |  |
| 2.                        | "Forever Young"            | Teddy             | Teddy Future Bounce       | Teddy Future Bounce R.Tee | 3:57    |  |
| 3.                        | "Really"                   | Teddy Danny Chung | Teddy Choice37            | Choice37                  | 3:17    |  |
| 4.                        | "See U Later"              | Teddy             | Teddy R.Tee 24            | R.Tee 24                  | 3:18    |  |
| Duração total:            | Duração total:             | Duração total:    | Duração total:            | Duração total:            | 14:03   |  |

| Square Up – Faixa oculta da edição física |                                     |                            |                                |                     |         |  |
| N.º                                       | Título                              | Letras                     | Música                         | Arranjo             | Duração |  |
| 5.                                        | "As If It's Your Last" (마지막처럼) | Teddy Brother Su Choice 37 | Teddy Future Bounce Lydia Paek | Teddy Future Bounce | 3:33    |  |
| Duração total:                            | Duração total:                      | Duração total:             | Duração total:                 | Duração total:      | 17:36   |  |

## Prêmios e indicações
| Crítico/Publicação | Lista                                                         | Posição | Ref.   |
| ------------------ | ------------------------------------------------------------- | ------- | ------ |
| Billboard          | Os 20 Melhores Álbuns de K-Pop de 2018: Escolhas dos críticos | 20      | [ 40 ] |

| Ano  | Prêmio             | Categoria    | Resultado | Ref.   |
| ---- | ------------------ | ------------ | --------- | ------ |
| 2018 | Melon Music Awards | Álbum do Ano | Indicado  | [ 41 ] |

## Desempenho nas tabelas

### Tabelas semanais
| Tabela musical (2018)                         | Melhores posições |
| --------------------------------------------- | ----------------- |
| Austrália (ARIA)                              | 61                |
| Áustria (Ö3 Austria Top 40)                   | 26                |
| Canadá (Billboard)                            | 21                |
| Coreia do Sul (Gaon)                          | 1                 |
| Estados Unidos (Billboard 200)                | 40                |
| Estados Unidos (Digital Albums)               | 7                 |
| Estados Unidos (Billboard Independent Albums) | 4                 |
| Estados Unidos (Top World Albums)             | 1                 |
| França (SNEP)                                 | 125               |
| Hungria (MAHASZ)                              | 28                |
| Japanese Albums (Oricon)                      | 11                |
| Japan Hot Albums (Billboard)                  | 8                 |
| Japão (Oricon Digital Albums Chart)           | 11                |
| Suíça (Schweizer Hitparade)                   | 24                |

### Tabelas de fim de ano
| Tabela musical (2018)       | Posição |
| --------------------------- | ------- |
| Coreia do Sul (Gaon)        | 21      |
| US World Albums (Billboard) | 12      |
| Tabela musical (2019)       | Posição |
| Coreia do Sul (Gaon)        | 89      |

## Certificações
| País                 | Certificação | Unidades certificadas/vendas |
| -------------------- | ------------ | ---------------------------- |
| Coreia do Sul (KMCA) | Platina      | 250,000                      |

## Histórico de lançamento
| Região        | Data                | Formatos                      | Gravadora        |
| ------------- | ------------------- | ----------------------------- | ---------------- |
| Coreia do Sul | 20 de junho de 2018 | CD download digital streaming | YG Entertainment |
| Várias        | 15 de junho de 2018 | download digital streaming    | YG Entertainment |
| Japão         | 22 de junho de 2018 | CD                            | YG Entertainment |